# Guillermo Stirling

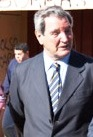
Guillermo Stirling (2003)

Guillermo Eduardo Stirling Soto (* 4. März 1937) ist ein uruguayischer Notar und Politiker.
Von 1998 bis 2004 war er unter den Präsidenten Julio María Sanguinetti und Jorge Batlle Ibáñez Innenminister. 2004 war er der Präsidentschaftskandidat der Partido Colorado, jedoch erlitt die Partei mit nur 10,36 % der Stimmen eine der schlimmsten Niederlagen ihrer Geschichte und lag weit hinter der Partido Nacional mit ihrem Spitzenkandidaten Jorge Larrañaga (34,3 % der Stimmen) und dem Wahlsieger, der Frente Amplio mit dem derzeitigen uruguayischen Präsidenten Tabaré Vázquez (50,4 % der Stimmen). Als Hauptgründe für diese Niederlage gelten vor allem die Wirtschaftskrise und eine überalterte Parteispitze.